# Функціональна електростимуляція

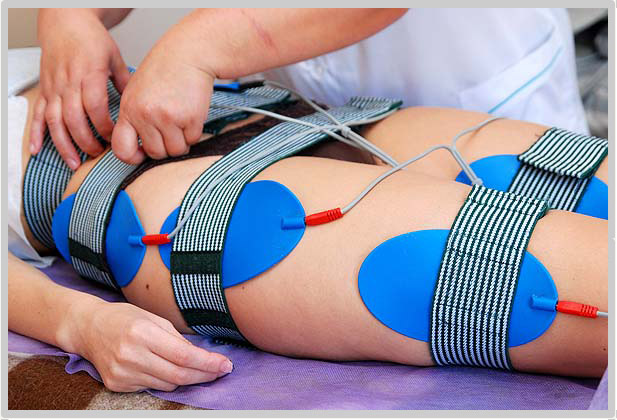
Електростимуляція

Функціональна електрична стимуляція (Functional electrical stimulation) — це метод, який використовує електричні струми, щоб активувати нерви, що іннервують кінцівки, постраждалі від паралічу в результаті травми спинного мозку (SCI), черепно-мозкової травми, інсульту та інших неврологічних розладів. ФЕС в основному використовується для відновлення рухових функцій у людей з обмеженими можливостями. Це іноді називають нервово-м'язовою електричною стимуляцією.

## Принципи
Нейрони є електрично активними клітинами. Наявність електричного поля в нервовій тканині призводить до деполяризації мембран нейронів і викликає спрацьовування потенціалу дії. ФЕС користується цією властивістю нервових клітин. Пропущення електричного струму через нервову тканину, може призвести до несприятливих наслідків, таких як зниження збудливості або загибелі клітин через термічне пошкодження, електропорації, токсичних продуктів з електрохімічною реакцією або перезбудження нейронів. Особлива увага повинна бути прийнята в проектуванні безпечних ФЕС. Типова стимуляція, що використовуються в клінічних ФЕС включає в себе джерело живлення змінного або постійного струму. Використовуються збалансовані двофазні імпульси, оскільки вони забезпечують безпеку електричної стимуляції і зводять до мінімуму побічні ефекти. Тривалість імпульсу, фаза і частота - ключові параметри, які визначають безпеку та ефективність ФЕС. Крім того, полярність двофазного імпульсу, має різний поріг активації нервової тканини. Для периферичних нервів, перші імпульси катодної стимуляції мають низький поріг, тобто катодна стимуляція більш ефективна для доставки заряду. Для поверхні кортикального моделювання, де аксони перпендикулярні до поверхні електрода, перші анодні імпульси є більш ефективними.

## Історія
ФЕС ще називають функціональною електротерапію Ліберзона, така назва була до 1967 року, потім був придуманий термін "Функціональна Електрична Стимуляція" , і використовується в патенті під назвою "Електрична стимуляція м'язів позбавлених нервового контролю з метою забезпечення м'язового скорочення і виробництво функціонально корисного моменту ". В патенті Оффнер описав систему, використану для лікування паралізованих нижніх кінцівок.
Перші комерційно доступні пристрої ФЕС лікування паралізованих ніг, стимулювали малогомілковий нерв при ходьбі. У цьому випадку, перемикач, розташований в кінці п'ятової частини черевика користувача, активує стимулятор, який носить користувач.

## Застосування

### Травми спинного мозку
Травми спинного мозку заважають електричним сигналам між мозком і м'язами, що призводить до паралічу нижче рівня травми. Відновлення функції кінцівки, а також регулювання функції органу є основним додатком ФЕС, хоча ФЕС також використовується для лікування болю, тиску, болі в області попередження і т. д.
Деякі приклади застосування ФЕС припускають використання методик, які дозволяють людям з параплегією ходити, стояти, відновити хапальну функцію рук у людей з тетраплегією або відновити функції кишечника і сечового міхура.
Висока інтенсивність ФЕС чотириголового м'яза дозволяє пацієнтам з повною поразкою нижніх рухових нейронів, збільшити свою м'язову масу, м'язовий діаметр волокна, поліпшити ультраструктурну організацію скорочувального матеріалу, збільшення виходу сили при електричній стимуляції і виконувати за допомогою ФЕС вправи стоячи.

### Ходіння
ФЕС зазвичай використовується для лікування паралічу нижніх кінцівок.
У гострій стадії відновлення ходіння, використовують циклічно електричні стимуляції, щоб збільшити ізометричну силу розгиначів зап'ястя. Пацієнти, які будуть помічати переваги циклічної електричної стимуляції розгиначів зап'ястя повинні бути мотивовані, щоб вилікуватись, після 8 тижнів електричної стимуляції, збільшення сили хвата може бути очевидною. Багато ваги, які оцінюють рівень інвалідності верхніх кінцівок після інсульту, використовують силу зчеплення як загальний елемент. Таким чином, підвищення міцності наручних розгиначів знизить рівень верхньої кінцівки інвалідності.
ФЕС є ефективною для лікування болю і зменшення підвивиху плеча й швидко відновлює рухову систему. Крім того, переваги ФЕС підтримуються протягом довгого часу. Дослідження показало, що переваги підтримуються протягом щонайменше 24 місяців.